# Ричардсон, Фрейзер
Фрейзер Ричардсон (англ. Frazer Richardson; 29 октября 1982, Ротерем, Саут-Йоркшир) — английский футболист, защитник.

## Клубная карьера

### «Лидс Юнайтед»
Фрейзер Ричардсон — воспитанник футбольной Академии «Лидс Юнайтед». В составе первой команды он дебютировал 14 ноября 2002 года, выйдя на замену вместо Гэри Келли в матче с тель-авивским «Хапоэлем» в розыгрыше Кубка УЕФА 2002/03.
В 2003 году защитник дважды отправлялся в аренду «Сток Сити». 26 августа 2003 года состоялся дебют Фрейзера в английской Премьер-Лиге в игре против «Саутгемптона» (0:0).
По итогам сезона 2003/04 «Лидс» вылетел в Чемпионшип, что дало возможность Ричардсону закрепиться в основном составе команды. 7 августа 2004 года, в первой игре сезона, Фрейзер на 72-й минуте поразил ворота «Дерби Каунти», принеся своей команде победу (1:0). Всего по итогам сезона 2004/05 он провёл 41 встречу, действуя в основном на позиции крайнего защитника.
В межсезонье 2005 года «Сандерленд» дважды направлял предложения о покупке Ричардсона, но оба раза получал отказ. Позднее защитник продлил контракт с «белыми» до августа 2008 года.
Перед началом сезона 2008/09 Ричардсон был назначен новым капитаном команды. 16 июня 2009 года, после подписания капитана «Нортгемптон Таун» Джейсона Кроуи, руководство «Лидс Юнайтед» объявило, что контракт Фрейзера продлён не будет и он покинет клуб. На момент своего ухода из команды Ричардсон оставался единственным футболистом «Лидса», игравшим в их последнем сезоне в Премьер-Лиге в 2004 году и потерпевшим вместе с клубом два понижения в классе.

### «Чарльтон Атлетик»
9 июля 2009 года Фрейзер на правах свободного агента перешёл в «Чарльтон Атлетик», заключив двухлетний контракт. 20 марта 2010 года он забил первый гол за «латикс» в игре с «Джиллингемом» (2:2). По итогам сезона защитник вошёл в символическую сборную Лиги Один, а «Чарльтон» пробился в плей-офф, где уступил «Суиндону». Это поражение на стадии плей-офф стало для Ричардсона четвёртым в карьере.

### «Саутгемптон»
6 июля 2010 года Ричардсон перешёл в «Саутгемптон», сумма трансфера составила £450 тыс. Уже во второй предсезонной игре против «Сошо», 17 июля, защитник неловко приземлился и получил вывих плеча, выбыв из строя на 3 месяца. Дебют Фрейзера в составе «святых» состоялся 30 октября в выездном матче против «Ноттс Каунти» (3:1). Застолбив за собой позицию правого защитника, Ричардсон внес весомый вклад в победы «Саутгемптона» в Лиге Один в сезоне 2010/11, а на следующий год и в Чемпионшипе.
В сезоне 2012/13 Ричардсон принял участие лишь в 7 матчах. 4 июня 2013 года по истечении контракта со «святыми» Фрейзер покинул команду.

### «Мидлсбро»
2 августа 2013 года Ричардсон подписал однолетний контракт с «Мидлсбро» с возможностью продления ещё на год.

## Достижения
- Победитель Лиги Один: 2010/11
- Победитель Чемпионшипа: 2011/12